# Distrito Levante
El Distrito Levante es uno de los diez distritos en que está dividida administrativamente la ciudad de Córdoba (España). Como su nombre indica, comprende la zona este de la ciudad. Está delimitado al este por Avenida de Barcelona, Ronda de Marrubial y Avenida Almogávares, en el tramo comprendido al sur de la glorieta del mismo nombre; al sur por la línea de ferrocarril, en el tramo comprendido entre Av. Almogávares y paso de ronda de levante; al oeste de ronda de levante, por el tramo comprendido entre cruce con línea de ferrocarril y glorieta hipermercado; al norte de la Avenida de Libia, desde glorieta hipermercado hasta confluencia con Avenida de Barcelona.

## Barrios
Está compuesto por 6 barrios:
- Viñuela-Rescatado
- Fuensantilla-Edisol
- Sagunto
- Levante
- Fátima
- Zumbacón-Gavilán

## Transporte
El Distrito de Levante queda conectado gracias a la red pública de autobuses mediante las siguientes líneas de AUCORSA: 
| Línea | Trayecto                      |
| ----- | ----------------------------- |
| 1     | Tendillas - Fátima            |
| 2     | Ciudad Sanitaria - Fátima     |
| 4     | Parque Fidiana - Miralbaida   |
| 6     | Levante - Barrio Guadalquivir |
| 7     | Cañero - Hospital Quirón      |